# リトルリーグ・ベースボール・ワールドシリーズ
リトルリーグ・ベースボール・ワールドシリーズ（英: Little League Baseball World Series、略称: LLBWS）は、トーナメント方式の少年野球（9歳から12歳）のリトルリーグ世界大会。以前はナショナル・リトルリーグ・トーナメントと呼ばれていたが、メジャーリーグベースボールのワールドシリーズにならい改称した。

## 概要
1947年に大会創設。毎年8月にアメリカ合衆国ペンシルベニア州サウスウィリアムズポートで開催されている。
当初はアメリカ国内のチームのみが出場する大会を「ワールドシリーズ」と称していたが、1952年にカナダ（モントリオール）が、1957年にメキシコ（モンテレイ）が初出場したのを皮切りに、現在は文字通りリトルリーグの世界一を決定する大会となっている。リトルリーグ・ワールドシリーズは、試合がESPNで放送されるアメリカ国内で特に人気が増した。
2006年、それまで13歳になるのが8月1日だったが5月1日になるなど年齢制限が変わった。8月に試合が行なわれるため、ワールドシリーズ開催時には多くの選手が13歳になっている。
2020年は新型コロナウイルス感染拡大により開催中止となった。2021年は、リトルリーグ国際パンデミック対策委員会からの提案により米国内のチームのみでの開催となった。

## 大会フォーマット
アメリカ国内の各地区支部ごとの予選を勝ち上がった8チーム（アメリカ国内グループ）と、それ以外の地域（日本、アジア・オセアニア・中東、カナダ、ラテンアメリカ、カリブ海、メキシコ、ヨーロッパ・アフリカ、オーストラリア）の8チーム（インターナショナルグループ）に分かれて予選リーグを戦い、それぞれの1位チームが直接対決をしてリトルリーグの世界一を決める。全試合ダブルイリミネーション方式を採用。
2010年までは4組に分かれてのグループリーグを経て決勝トーナメントで勝敗を決めていた。それぞれの地区別の部門優勝チームが総合優勝決定戦で世界一を争う。
決勝戦を含め、全試合4回・5回で10点差以上がついた場合はそのイニング終了時点でコールドゲームが成立する。
アメリカ国内
- ニューイングランド
- ミッドアトランティック
- ミッドウェスト
- グレートレイクス
- サウスイースト
- サウスウェスト
- ノースウェスト
- ウェスト

それ以外の地域
- カナダ
- メキシコ
- カリブ海
- ラテンアメリカ
- 日本
- アジア・太平洋・中東
- ヨーロッパ・アフリカ
- オーストラリア

2021年より以下の地区が新設予定である。
アメリカ国内
- マウンテン（ノースウェストとウェストより分離）
- メトロ（ニューイングランドとミッドアトランティックより分離）

それ以外の地域
- キューバ（ただし3年に1回カリブ海地区に参加）
- パナマ（ただし3年に1回ラテンアメリカ地区に参加）
- プエルトリコ（ただし3年に1回カリブ海地区に参加）

## 日本代表チーム
1962年に初めてリトルリーグ・ワールドシリーズに出場した。1962年から2006年にかけては、日本は極東地区（2001年にアジア地区と改称）として出場しており、リトルリーグ全日本選手権の優勝チームがアジア・太平洋予選のアジア地域の部に進出し、そこで優勝しないと本大会に出場することができなかった。2007年以降はアジア・太平洋のカテゴリーから日本が独立し、全日本選手権の優勝チームが自動的にワールドシリーズへの出場権を得られるようになった。
2015年までに、日本の代表チームは23回ワールドシリーズに出場し、1967年、1968年、1976年、1999年、2001年、2003年、2010年、2012年、2013年、2015年の10回優勝している。
- 1967年 - 西東京リーグ
- 1968年 - 和歌山リーグ（日本2連覇）
- 1976年 - 調布リーグ（荒木大輔、津村潔が所属していた）
- 1999年 - 枚方リーグ（亀山つとむが当時監督を務めた）
- 2001年 - 東京北砂リーグ
- 2003年 - 武蔵府中リーグ
- 2010年 - 江戸川南リーグ
- 2012年 - 東京北砂リーグ（清宮幸太郎が所属していた）
- 2013年 - 武蔵府中リーグ
- 2015年 - 東京北砂リーグ

## 球場
リトルリーグ・ワールドシリーズの試合は、ペンシルベニア州サウスウィリアムズポートにある Howard J. Lamade Stadium および Little League Volunteer Stadium で行なわれる。両球場ともホームベースから外野まで68.6 m (225 feet) (2006年まで62.5 m (205 feet) )の左右対称のフェンスが設置されている。
1959年から Lamade Stadium で開催されていたが、2001年から出場チーム数が2倍の16チームに増えたことにより、Little League Volunteer Stadium も使用するようになった。1959年以前はウィリアムズポートの西4番通りの Original Little League で開催されていた。
全ての試合が入場無料だが、人気が高いため、どの観戦グループにもランダムで入場券が配布される。Lamade Stadium にはフェンスの外側に犬走りがあり、全体で45,000名収容できる。

## テレビおよびラジオ中継
1963年、ABCスポーツ(現ESPN on ABC)で初めてリトルリーグ･ワールドシリーズの放送が開始されたが、当初は優勝決定戦のみの放送であった。アメリカ国内グループとインターナショナルグループは準決勝以降に対戦することにトーナメント方式が変更となり、1980年代後期、準決勝も放送されるようになった。さらに数年後、ABC、ESPN、ESPN2においてより多くの試合が放送されるようになり、2006年には36試合中28試合がこの3局で放送された。
ABCのスポーツ部門がESPNに完全移行したため、2006年の優勝決定戦はABCスポーツでの最後の放送となった。しかしながら試合は雨天中止で翌日ESPN2で放送された。
2007年1月、ESPN、ESPN2、ABCはリトルリーグとの契約を2014年まで延長したと発表した。ESPN、ESPN2、ABCのいずれかでこの年初めてワールドシリーズ全試合が、1試合は録画でそれ以外は生で放送されることとなった。録画となった1試合はESPN360のオンラインで放送され、翌日ESPN2で放送された。また多くの試合が高精細度テレビジョン放送で放送されるようになった。リトルリーグ・ソフトボール・ワールドシリーズを含め全ての地区の優勝および準優勝決定戦がESPN、ESPN2、ESPNUのいずれかで放送されるようになった。
2011年6月、ESPN 3Dでさらに17試合が放送されることが発表された。
ワールドシリーズの試合の多くはクリア・チャンネル所有のローカル・ラジオ局1400AMWRAK で生中継される。この放送はオンラインthe LLWS page at littleleague.orgで聴くことができる。
日本ではJ SPORTSで当日録画放映されている。

## 歴代優勝決定戦結果
| 開催年  | 優勝チーム                               | スコア                                   | 準優勝チーム                                                     |
| ------- | ---------------------------------------- | ---------------------------------------- | ---------------------------------------------------------------- |
| 1947年  | ペンシルベニア州ウィリアムズポート       | 16–7                                     | ペンシルベニア州ロック・ヘヴン                                   |
| 1948年  | ペンシルベニア州ロック・ヘヴン           | 6–5                                      | フロリダ州セントピーターズバーグ                                 |
| 1949年  | ニュージャージー州ハモントン             | 5–0                                      | フロリダ州ペンサコーラ                                           |
| 1950年  | テキサス州ヒューストン                   | 2–1                                      | コネチカット州ブリッジポート                                     |
| 1951年  | コネチカット州スタンフォード             | 3–0                                      | テキサス州オースティン                                           |
| 1952年  | コネチカット州ノーウォーク               | 4–3                                      | ペンシルベニア州モノンガヒラ                                     |
| 1953年  | アラバマ州バーミングハム                 | 1–0                                      | ニューヨーク州スケネクタディ                                     |
| 1954年  | ニューヨーク州スケネクタディ             | 7–5                                      | カリフォルニア州コルトン                                         |
| 1955年  | ペンシルベニア州モリスヴィル             | 4–3                                      | ニュージャージー州マーチャントヴィル                             |
| 1956年  | ニューメキシコ州ロズウェル               | 3–1                                      | ニュージャージー州マーチャントヴィル                             |
| 1957年† | メキシコ ヌエボ・レオン州モンテレイ      | 4–0                                      | カリフォルニア州ラ・メサ                                         |
| 1958年  | メキシコヌエボ・レオン州モンテレイ       | 10–1                                     | イリノイ州カンカキー                                             |
| 1959年  | ミシガン州ハムトラムク                   | 12–0                                     | カリフォルニア州オーバーン                                       |
| 1960年  | ペンシルベニア州レヴィットタウン         | 5–0                                      | テキサス州フォートワース                                         |
| 1961年  | カリフォルニア州エルカホン               | 4–2                                      | テキサス州エル・カンポ                                           |
| 1962年  | カリフォルニア州サンノゼ                 | 3–0                                      | イリノイ州カンカキー                                             |
| 1963年  | カリフォルニア州グラナダ・ヒルズ         | 2–1                                      | コネチカット州ストラトフォード                                   |
| 1964年  | ニューヨーク州スタテンアイランド         | 4–0                                      | メキシコヌエボ・レオン州モンテレイ                               |
| 1965年  | コネチカット州ウインザー・ロックス       | 3–1                                      | オンタリオ州ストーニー・クリーク                                 |
| 1966年  | テキサス州ヒューストン                   | 8–2                                      | ニュージャージー州ウェストニューヨーク                           |
| 1967年  | 西東京                                   | 4–1                                      | イリノイ州シカゴ                                                 |
| 1968年  | 和歌山県和歌山市                         | 1–0                                      | バージニア州リッチモンド                                         |
| 1969年  | 台湾台中市                               | 5–0                                      | カリフォルニア州サンタクララ                                     |
| 1970年  | ニュージャージー州ウェイン               | 2–0                                      | カリフォルニア州キャンベル                                       |
| 1971年  | 台湾台南市                               | 12–3 (F/9)                               | インディアナ州ゲーリー                                           |
| 1972年  | 台湾台北市                               | 6–0                                      | インディアナ州ハモンド                                           |
| 1973年  | 台湾台南市                               | 12–0                                     | アリゾナ州ツーソン                                               |
| 1974年  | 台湾高雄市                               | 12–1                                     | カリフォルニア州レッドブラフ                                     |
| 1975年* | ニュージャージー州レイクウッド           | 4–3                                      | フロリダ州タンパ                                                 |
| 1976年  | 東京都調布市                             | 10–3                                     | カリフォルニア州キャンベル                                       |
| 1977年  | 台湾高雄市                               | 7–2                                      | カリフォルニア州エルカホン                                       |
| 1978年  | 台湾屏東市                               | 11–1                                     | カリフォルニア州ダンビル                                         |
| 1979年  | 台湾嘉義県                               | 2–1                                      | カリフォルニア州キャンベル                                       |
| 1980年  | 台湾花蓮市                               | 4–3                                      | フロリダ州タンパ                                                 |
| 1981年  | 台湾台中市                               | 4–2                                      | フロリダ州タンパ                                                 |
| 1982年  | ワシントン州カークランド                 | 6–0                                      | 台湾嘉義県                                                       |
| 1983年  | ジョージア州マリエッタ                   | 3–1                                      | ドミニカ共和国Barahona                                           |
| 1984年  | 大韓民国ソウル                           | 6–2                                      | フロリダ州アルタモンテ・スプリングス                             |
| 1985年  | 大韓民国ソウル                           | 7–1                                      | メキシコ バハ・カリフォルニア州メヒカリ (カリフォルニア州として) |
| 1986年  | 台湾台南市                               | 12–0                                     | アリゾナ州ツーソン                                               |
| 1987年  | 台湾花蓮市                               | 21–1                                     | カリフォルニア州アーバイン                                       |
| 1988年  | 台湾台中市                               | 10–0                                     | ハワイ州パールシティ                                             |
| 1989年  | コネチカット州トランブル                 | 5–2                                      | 台湾高雄市                                                       |
| 1990年  | 台湾台南市                               | 9–0                                      | ペンシルベニア州シッペンスバーグ                                 |
| 1991年  | 台湾台中市                               | 11–0                                     | カリフォルニア州サンラモン                                       |
| 1992年  | カリフォルニア州ロングビーチ             | 6–0‡                                     | ‡フィリピン サンボアンガ                                         |
| 1993年  | カリフォルニア州ロングビーチ             | 3–2                                      | パナマ チリキ県ダビッド                                          |
| 1994年  | ベネズエラ マラカイボ                    | 4–3                                      | カリフォルニア州ノースリッジ                                     |
| 1995年  | 台湾台南市                               | 17–3 (F/5)                               | テキサス州スプリング                                             |
| 1996年  | 台湾高雄市                               | 13–3 (F/5)                               | ロードアイランド州クランストン                                   |
| 1997年  | メキシコ ヌエボ・レオン州グアダルーペ    | 5–4                                      | カリフォルニア州ミッションビエホ                                 |
| 1998年  | ニュージャージー州トムズ・リヴァー       | 12–9                                     | 茨城県鹿嶋市                                                     |
| 1999年  | 大阪府枚方市                             | 5–0                                      | アラバマ州フェニックス・シティ                                   |
| 2000年  | ベネズエラ マラカイボ                    | 3–2                                      | テキサス州ベライア                                               |
| 2001年  | 東京都江東区、東京北砂                   | 2–1                                      | フロリダ州アポッカ                                               |
| 2002年  | ケンタッキー州ルイビル                   | 1–0                                      | 宮城県仙台市                                                     |
| 2003年  | 東京都府中市、武蔵府中                   | 10–1                                     | フロリダ州ボイントンビーチ                                       |
| 2004年  | キュラソー島ウィレムスタット             | 5–2                                      | カリフォルニア州サウザンドオークス                               |
| 2005年  | ハワイ州エバ・ビーチ                     | 7–6 (F/7)                                | ウィレムスタット、キュラソー                                     |
| 2006年  | ジョージア州コロンバス                   | 2–1                                      | 埼玉県川口市                                                     |
| 2007年  | ジョージア州ワーナーロビンズ             | 3–2 (F/8)                                | 東京都                                                           |
| 2008年  | ハワイ州ワイパフ                         | 12–3                                     | メキシコ タマウリパス州マタモロス                                |
| 2009年  | カリフォルニア州チュラビスタ             | 6–3                                      | 台湾桃園県                                                       |
| 2010年  | 東京都江戸川区、江戸川南                 | 4–1                                      | ハワイ州ワイパフ                                                 |
| 2011年  | カリフォルニア州ハンティントンビーチ     | 2–1                                      | 静岡県浜松市                                                     |
| 2012年  | 東京都江東区、東京北砂                   | 12–2 (F/5)                               | テネシー州グッドレッツヴィル                                     |
| 2013年  | 東京都府中市、武蔵府中                   | 6-4                                      | カリフォルニア州チュラビスタ                                     |
| 2014年  | 大韓民国ソウル                           | 8–4                                      | イリノイ州シカゴ                                                 |
| 2015年  | 東京都江東区、東京北砂                   | 18–11                                    | ペンシルベニア州                                                 |
| 2016年  | メイン＝エンドウェル, NY                 | 2–1                                      | 大韓民国ソウル                                                   |
| 2017年  | 東京都江東区、東京北砂                   | 12–2                                     | テキサス州ラフキン                                               |
| 2018年  | ハワイ州ホノルル                         | 3–0                                      | 大韓民国ソウル                                                   |
| 2019年  | ルイジアナ州リバーリッジ                 | 8-0                                      | ウィレムスタット、キュラソー                                     |
| 2020年  | 新型コロナウイルス感染拡大により開催中止 | 新型コロナウイルス感染拡大により開催中止 | 新型コロナウイルス感染拡大により開催中止                         |
| 2021年  | ミシガン州テイラー                       | 5–2                                      | オハイオ州ハミルトン                                             |
| 2022年  | ハワイ州ホノルル                         | 13–3                                     | キュラソーパバオ                                                 |
| 2023年  | カリフォルニア州エルセグンド             | 6-5                                      | ウィレムスタット、キュラソー                                     |
| 2024年  | フロリダ州レイクメアリー                 | 2–1 (F/8)                                | 台湾桃園市                                                       |

- †完全試合
- ‡サンボアンガは失格
- § メキシコ メヒカリ[10]はカリフォルニア州南部エル・セントロ/カレキシコに近く、1957年から1985年までカリフォルニア南部ディヴィジョンで国境のカリフォルニア州カレキシコで試合を行ない、アメリカ合衆国の西部代表として出場した。

## 国または州別優勝回数
| 順位 | 国または州         | 回数 | 優勝年                                                                                               |
| ---- | ------------------ | ---- | --- |
| 1    | 台湾               | 17   | 1969, 1971, 1972, 1973, 1974, 1977, 1978, 1979, 1980, 1981, 1986, 1987, 1988, 1990, 1991, 1995, 1996 |
| 2    | 日本               | 11   | 1967, 1968, 1976, 1999, 2001, 2003, 2010, 2012, 2013, 2015, 2017                                     |
| 3    | カリフォルニア州   | 7    | 1961, 1962, 1963, 1992, 1993, 2009, 2011, 2023                                                       |
| 4    | ペンシルバニア州   | 4    | 1947, 1948, 1955, 1960                                                                               |
| 4    | コネチカット州     | 4    | 1951, 1952, 1965, 1989                                                                               |
| 4    | ニュージャージー州 | 4    | 1949, 1970, 1975, 1998                                                                               |
| 7    | メキシコ           | 3    | 1957, 1958, 1997                                                                                     |
| 7    | ジョージア州       | 3    | 1983, 2006, 2007                                                                                     |
| 7    | 大韓民国           | 3    | 1984, 1985, 2014                                                                                     |
| 7    | ニューヨーク州     | 3    | 1954, 1964, 2016                                                                                     |
| 7    | ハワイ州           | 3    | 2005, 2008, 2018                                                                                     |
| 12   | テキサス州         | 2    | 1950, 1966                                                                                           |
| 12   | ベネズエラ         | 2    | 1994, 2000                                                                                           |
| 14   | アラバマ州         | 1    | 1953                                                                                                 |
| 14   | ニューメキシコ州   | 1    | 1956                                                                                                 |
| 14   | ミシガン州         | 1    | 1959                                                                                                 |
| 14   | ワシントン州       | 1    | 1982                                                                                                 |
| 14   | ケンタッキー州     | 1    | 2002                                                                                                 |
| 14   | キュラソー島       | 1    | 2004                                                                                                 |

## 著名な出場者(姓のABC順)
- ジム・バビエリ - 元MLBおよび中日ドラゴンズ選手。1954年リトルリーグ・ワールドシリーズにニューヨーク州スケネクタディのチームで出場し、1966年のワールドシリーズにも出場。
- ジェイソン・ベイ - MLB選手。2004年ナショナルリーグ(NL)Rookie of the Year 、1990年リトルリーグ・ワールドシリーズにブリティッシュコロンビア州トレイルのチームで出場。
- 陳金鋒 - 元MLB選手。史上初の台湾出身MLB選手。1990年リトルリーグ・ワールドシリーズに台湾の台南市のチームで出場。
- ジェフ・クレメント - MLB選手。1996年リトルリーグ･ワールドシリーズにアイオワ州マーシャルタウンのチームで出場。
- トッド・フレイジャー - MLB選手。1998年リトルリーグ･ワールドシリーズにニュージャージー州トムズ・リヴァーのチームで出場し優勝。
- カーネイ・ランスフォード - 元MLB選手。1988年のワールドシリーズ、1990年のワールドシリーズのどちらも準優勝、1989年のワールドシリーズで優勝、1981年首位打者、1988年アメリカンリーグ(AL)オールスター、1992年ハッチ賞受賞。1969年リトルリーグ・ワールドシリーズにカリフォルニア州サンタクララのチームで出場。
- ジェイソン・マーキー - MLB選手。2005年ナショナルリーグ・シルバースラッガー賞、2006年のワールドシリーズ優勝、2009年ナショナルリーグ・オールスター。1999年リトルリーグ･ワールドシリーズでニューヨーク州スタテンアイランドのチームで出場。
- ラスティングス・ミレッジ - 元MLBおよび東京ヤクルトスワローズ選手。1997年リトルリーグ・ワールドシリーズにフロリダ州ブレイデントンのチームで出場。
- ボビー・ミッチェル - 1967年リトルリーグ・ワールドシリーズにカリフォルニア州ノースリッジのチームで出場。
- ブーグ・パウエル - 元MLB選手。1969年のワールドシリーズ、1971年のワールドシリーズのどちらも準優勝、1966年のワールドシリーズ、1970年のワールドシリーズのどちらも優勝。1954年リトルリーグ・ワールドシリーズでフロリダ州レイクランドのチームで出場。
- ジュリクソン・プロファー - MLB選手。キュラソー島ウィレムスタットのチームで2004年リトルリーグ・ワールドシリーズで優勝、2005年準優勝。
- コルビー・ラスムス - MLB選手。1999年リトルリーグ･ワールドシリーズでアラバマ州フェニックス・シティのチームで出場。
- ゲイリー・シェフィールド - 元MLB選手。1997年のワールドシリーズ優勝、1992年首位打者、ナショナルリーグ・オールスター7回、アメリカンリーグ・オールスター2回、シルバースラッガー賞5回。1980年リトルリーグ・ワールドシリーズにフロリダ州タンパのチームで出場。
- ピエール・タージョン - 元NHL選手。NHLオールスター4回。1982年リトルリーグ・ワールドシリーズにケベック州Rouyn-Noranda のチームで出場。
- ジェイソン・バリテック - 元MLB選手。1994年メンズ・カレッジ・ワールドシリーズ、2004年のワールドシリーズ、2007年のワールドシリーズ優勝。1984年リトルリーグ・ワールドシリーズにフロリダ州アルタモンテ・スプリングスのチームで出場。
- ダン・ウィルソン - 元MLB選手。1996年アメリカンリーグ・オールスター。1981年リトルリーグ・ワールドシリーズにイリノイ州バーリントンのチームで出場。
- ランス・リン - MLB選手。1999年リトルリーグ・ワールドシリーズにインディアナ州ブラウンスバーグのチームで出場。
- マイケル・ソーンダース - 元MLB選手。1999年リトルリーグ・ワールドシリーズにブリティッシュコロンビア州ビクトリアのチームで出場。
- アダム・ローウェン - MLB選手。1996年リトルリーグ・ワールドシリーズにブリティッシュコロンビア州サレーのチームで出場。

### 日本人
- 荒木大輔 - 元ヤクルトスワローズ・横浜ベイスターズ選手（投手）。1976年リトルリーグ・ワールドシリーズに調布リーグより出場し優勝。準決勝のプエルトリコ戦では、ノーヒット・ノーランも達成した。
- 亀山努 - 元阪神タイガース選手。選手引退後1999年のリトルリーグ・ワールドシリーズに監督として枚方リトルより出場し優勝。
- 松本剛 - 北海道日本ハムファイターズ選手。2006年リトルリーグ・ワールドシリーズに川口リトルより出場し準優勝。
- 清宮幸太郎 - 北海道日本ハムファイターズ選手。2012年リトルリーグ・ワールドシリーズに東京北砂リーグより出場し優勝。投打で活躍し現地メディアに『和製ベーブ・ルース』と評された[11]。